# Bandon (Irlanda)
Bandon (forma anglicizzata) o Droichead na Bandan (in irlandese) è una cittadina nella contea di Cork, in Irlanda.